# Edmund Rosochacki
Edmund Rosochacki (ur. 27 września 1920 w Warszawie, zm. 23 października 1952) – porucznik, żołnierz podziemia antykomunistycznego.

## Życiorys
Syn Edmunda i Stefanii z Walczyńskich. W okresie okupacji niemieckiej członek grupy specjalnej KWP, z wyroków sądu specjalnego likwidującej konfidentów gestapo i zdrajców narodu polskiego. 7 listopada 1950 aresztowany przez funkcjonariuszy MBP i oskarżony na podstawie spreparowanych i wymuszonych na świadkach zeznań. 29 maja 1952 WSR w Warszawie pod przewodnictwem ppłk. Mieczysława Widaja skazał go razem z Józefem Gumowskim na podstawie 1 Dekr. z 31.08.1944 na karę śmierci. Prezydent Bierut nie skorzystał z prawa łaski. Stracony 23 października 1952. Uniewinniony i zrehabilitowany 19 lutego 1957. Jego grób symboliczny znajduje się na Cmentarzu Wojskowym na Powązkach w Warszawie w Kwaterze „Na Łączce”, a rzeczywiste miejsce pochówku nie jest znane.